# しらね型護衛艦
しらね型護衛艦（しらねがたごえいかん、英: Shirane-class helicopter destroyer）は、海上自衛隊の護衛艦の艦級。ヘリコプター搭載護衛艦（DDH）の第1世代であるはるな型（43/45DDH）の拡大改良型として、第4次防衛力整備計画（4次防）中の昭和50・51年度計画で各1隻が建造された。ネームシップの建造単価は約395億円であった。
イージスDDGであるこんごう型（63DDG）が建造されるまでは海上自衛隊最大の護衛艦で、名実共に海上自衛隊の顔であった。

## 来歴
第2次防衛力整備計画で検討された8,000トン型CVHが頓挫したのち、第3次防衛力整備計画では、護衛艦8隻と哨戒ヘリコプター6機で戦術単位（護衛隊群）を編成するという8艦6機体制の構想にもとづき、4,700トン型DDH（43/45DDH; はるな型）が建造された。
第4次防衛力整備計画の策定にあたり、対潜戦能力強化のため対潜掃討部隊の新編が計画されたこともあり、この部隊と護衛隊群1個ずつに配分するため、護衛隊群に求められる航空運用能力を1隻で賄えるヘリコプター搭載大型護衛艦（DLH）2隻が計画された。これは、2隻のDDHと1隻のDLHとでは、ヘリコプター6機を搭載して対潜戦を展開するという点では同様の能力を備えるものの、費用対効果やヘリコプターの運用面を考慮すると、DLHのほうが優れると判断されたためであった。最初期の計画では基準排水量8,700トン、機関出力12万馬力でヘリコプター6機搭載、スタンダードミサイルを装備し、将来的にハリアー垂直離着陸機の搭載・運用を考慮して全通飛行甲板を備えることも検討されたが、原案に盛り込まれる段階で艦型は8,300トン型に縮小され、また原案の修正段階で対潜掃討部隊も削除されたことから、建造数は1隻に削減された。
そして国防会議事務局との調整段階で、「はるな型の運用実績もない段階で、全く新しい艦種であるDLHに挑戦するのは時期尚早」と指摘され、DLHの建造自体が断念されることになった。そしてそのかわりに、当時世界的な趨勢になっていたシステム艦化や対潜戦のパッシブ戦化、対艦ミサイル防御能力の導入などの新機軸を盛り込み、艦型を拡大した5,200トン型DDHが建造されることになった。これが本型である。

### 艦名
1番艦「しらね」について、海上自衛隊は艦名の由来を白峰三山としている。
また地元では白峰三山の北岳を「白根山」と呼ぶが、これは俗称であり、国土地理院で「白根山」とされているのは日光白根山と草津白根山である。さらに他にも「白根山」と俗称される山岳は日本国内に複数あるため、各地の地名を冠して区別されている。
気象や山岳名を基準とする自衛隊の命名規則に照らし、当時最新鋭かつ最大級の艦であるDDHは「はるな」、「ひえい」と、旧海軍で戦艦に使用されていた山岳名から取るのがセオリーとなりつつあった。
これに基づき本型は、1番艦が「こんごう」、2番艦は「きりしま」になる予定だったが、当時の防衛庁長官だった金丸信が自らの選挙区にある白峰三山北岳の俗称、白根山からとって「しらね」とすることを強硬に推したため、このような変則的な命名になったとされる。
この際に廃案とされた「こんごう」「きりしま」は、後にこんごう型イージス艦に採用された。

## 設計
設計面では、おおむね、先行するヘリコプター護衛艦であるはるな型（43/45DDH）の拡大改良型となっている。基本計画番号はF111。

### 船体
全通甲板を有する長船首楼型という船型ははるな型と同様だが、電子装備の充実に伴う艦橋構造物の大型化に伴い、全長にして6メートル船体を延長した。またこれにより造波抵抗を低減したことで、排水量が増大したにもかかわらず、同一出力の主機で同等の速力を確保した。一方、復原性を考慮して、全幅は同一とされた。またはるな型と同様、船体の後方3分の1を占める飛行甲板（ヘリコプター甲板）の横幅を確保し、なおかつ旗艦機能を持たせるために必要な艦内容積を増やすため、全長にわたるナックルが設けられている。加えて、指揮統制能力の強化に伴い艦橋構造物は3層から4層に拡大された。
マック方式の採用も踏襲されたが、はるな型に比べ艦外装備アンテナ・電子機器の数が著しく増加したため、電波干渉を防ぐため、本型では2本に増設された。また第1マックは船体中心線上にあるが、第2マックは、はるな型での運用経験を踏まえて、航空機発着艦時の利便性を考慮し、はるな型とは逆の右舷側にシフトされている。これにより主機の煙路もマックのある右舷側に配置され、ヘリコプターの格納様式がはるな型の右舷2機・左舷1機から、右舷1機・左舷2機へと逆転している。
フィンスタビライザーの装備様式も異なっており、はるな型では5m2フィン2式であったのに対し、本型では8m2フィン1式で同等の減揺効果を確保している。また、はるな型では不時着水したヘリコプターを、艦備え付けのデッキクレーンで揚収することが考慮されていたが、はるな型就役以後の研究等によりローターが停止するとHSS-2は転覆することが判明し、着水機を回収する状況そのものの現実味が薄いと判断された。このことから、本型のデッキクレーンは小型である吊り上げ荷重5トンのものに変更された。
また、対潜戦のパッシブ戦への移行に対応し、水中放射雑音を低減するため、船体にマスカー、プロペラにプレーリーが装備されたともされている。

### 機関
主機については、「ひえい」のものが踏襲されている。主ボイラーは石川島播磨重工業・フォスターホイーラー社製D型2胴水管2基、蒸気性状は圧力60 kgf/cm2 (850 lbf/in2)、温度480℃、蒸気発生量各130トン/時。主蒸気タービンは石川島播磨重工業のダブルフロー式ロックド・トレーン二段減速 2胴衝動型シリーズ・パラレル型、出力はそれぞれ35,000馬力 (26,000 kW)である。
一方、システム艦となったことから、電源は強化された。主発電機として、出力1,200キロワットのタービン発電機を前後の機械室に1基ずつ、また出力300キロワットのディーゼル非常発電機を船体前後部に分散配置して戦闘被害対策を講じた。電子装備のために良質電源が必要であったことから、たちかぜ型（46DDG）と同様、蒸気タービン主発電機の常時運転による給電方式を採用した。

### 新旧ヘリコプター搭載護衛艦の比較
| ·            | Template‐ノート:同規模フリゲートに、このページに関する疑問があります。（2025年5月） 疑問の要約：テンプレート名と選択基準の妥当性 |                                   |                                              |                                              |                                              |
|              | | いずも型                          | ひゅうが型                                   | しらね型                                     | はるな型                                     |
| 船体         | 基準排水量 | 19,500 t                          | 13,950 t                                     | 5,200 t                                      | 4,950 t                                      |
| 船体         | 満載排水量 | 26,000 t                          | 19,000 t                                     | 6,800 t                                      | 6,850 t                                      |
| 船体         | 全長 | 248 m                             | 197 m                                        | 159 m                                        | 153 m                                        |
| 船体         | 全幅 | 38 m                              | 33 m                                         | 17.5 m                                       | 17.5 m                                       |
| 主機         | 機関 | ガスタービン                      | ガスタービン                                 | 蒸気タービン                                 | 蒸気タービン                                 |
| 主機         | 方式 | COGAG                             | COGAG                                        | ギアード・タービン                           | ギアード・タービン                           |
| 主機         | 出力 | 112,000 ps                        | 100,000 ps                                   | 70,000 ps                                    | 70,000 ps                                    |
| 主機         | 速力 | 30 kt                             | 30 kt                                        | 32 kt / 31 kt                                | 31 kt                                        |
| 兵装         | 砲熕 | ―                                 | ―                                            | 54口径5インチ単装砲×2基                      | 54口径5インチ単装砲×2基                      |
| 兵装         | 砲熕 | 高性能20mm機関砲×2基              |                                              |                                              |                                              |
| 兵装         | 砲熕 | 12.7mm重機関銃×数基               | 12.7mm重機関銃×7基                           | ―                                            | ―                                            |
| 兵装         | ミサイル | SeaRAM 11連装発射機×2基           | Mk.41 VLS×16セル (ESSM,VLA)                  | シースパロー 8連装発射機×1基                 | シースパロー 8連装発射機×1基                 |
| 兵装         | ミサイル | SeaRAM 11連装発射機×2基           | Mk.41 VLS×16セル (ESSM,VLA)                  | アスロック 8連装発射機×1基                   |                                              |
| 兵装         | 水雷 | 魚雷防御装置                      | 3連装短魚雷発射管×2基 （97式 / Mk46 / 73式） | 3連装短魚雷発射管×2基 （97式 / Mk46 / 73式） | 3連装短魚雷発射管×2基 （97式 / Mk46 / 73式） |
| ヘリ運用機能 | 搭載機 | SH-60J/K×7機 MCH-101×2機 最大14機 | SH-60J/K×3機 MCH-101×1機 最大11機            | HSS-2B / SH-60J/K×3機                        | HSS-2B / SH-60J/K×3機                        |
| ヘリ運用機能 | 甲板 | 全通                              | 全通                                         | 艦尾                                         | 艦尾                                         |
| ヘリ運用機能 | 同時発着 | 可能（同時に5機）                 | 可能（同時に3機）                            | 不可能（連続2機は可能）                      | 不可能（連続2機は可能）                      |
| 同型艦数     | 同型艦数 | 2隻                               | 2隻                                          | 2隻（退役）                                  | 2隻（退役）                                  |

## 装備
設計において多くの点ではるな型（43/45DDH）を踏襲した一方で、装備においては多くの点で刷新がなされている。対潜戦のパッシブ戦への移行に対応し、部隊対潜戦指揮支援機能が強化され、防空力も増強された。

### C4ISR

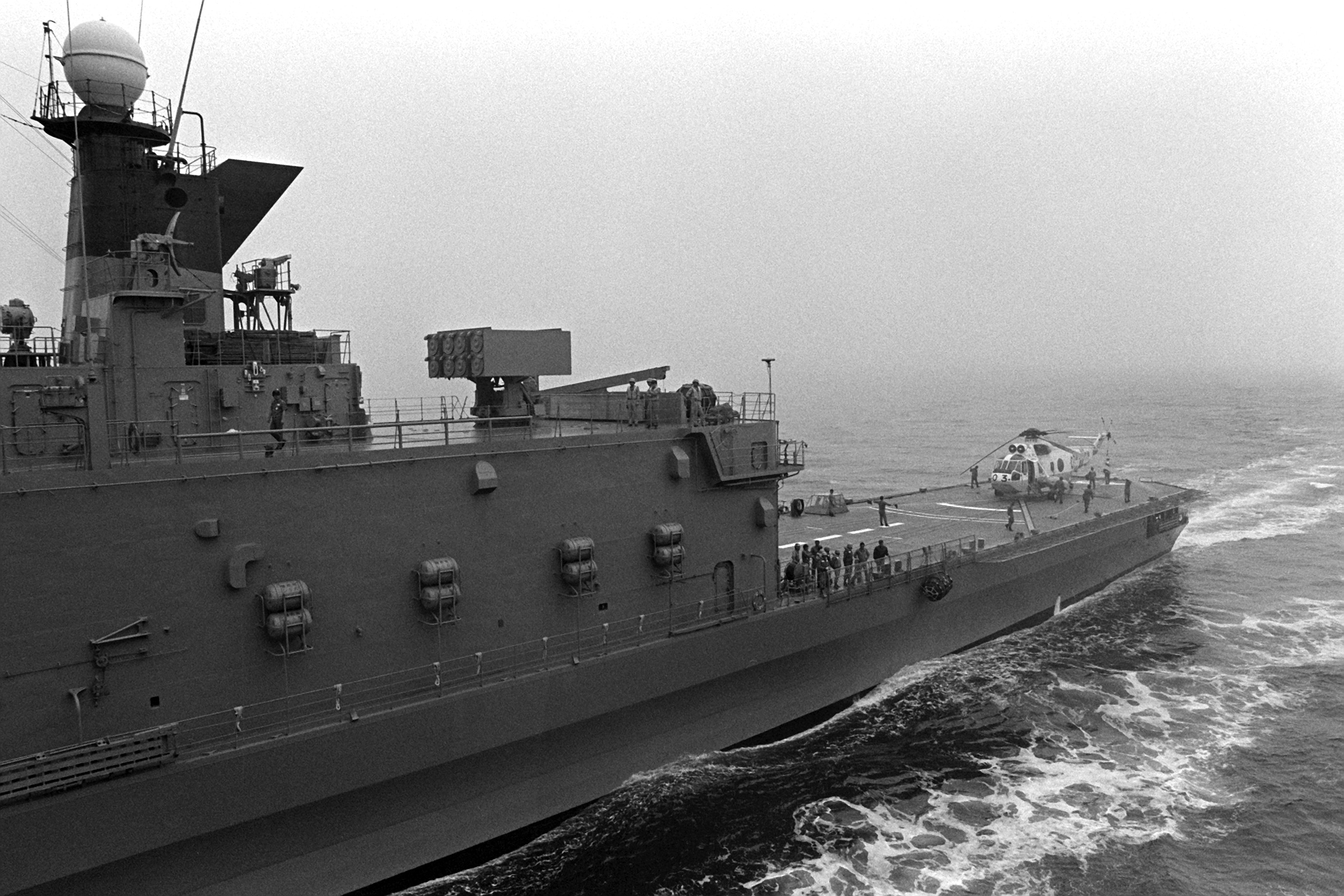
1986年の艦影。第2マック上にWM-25、格納庫上にMk.25が搭載されている

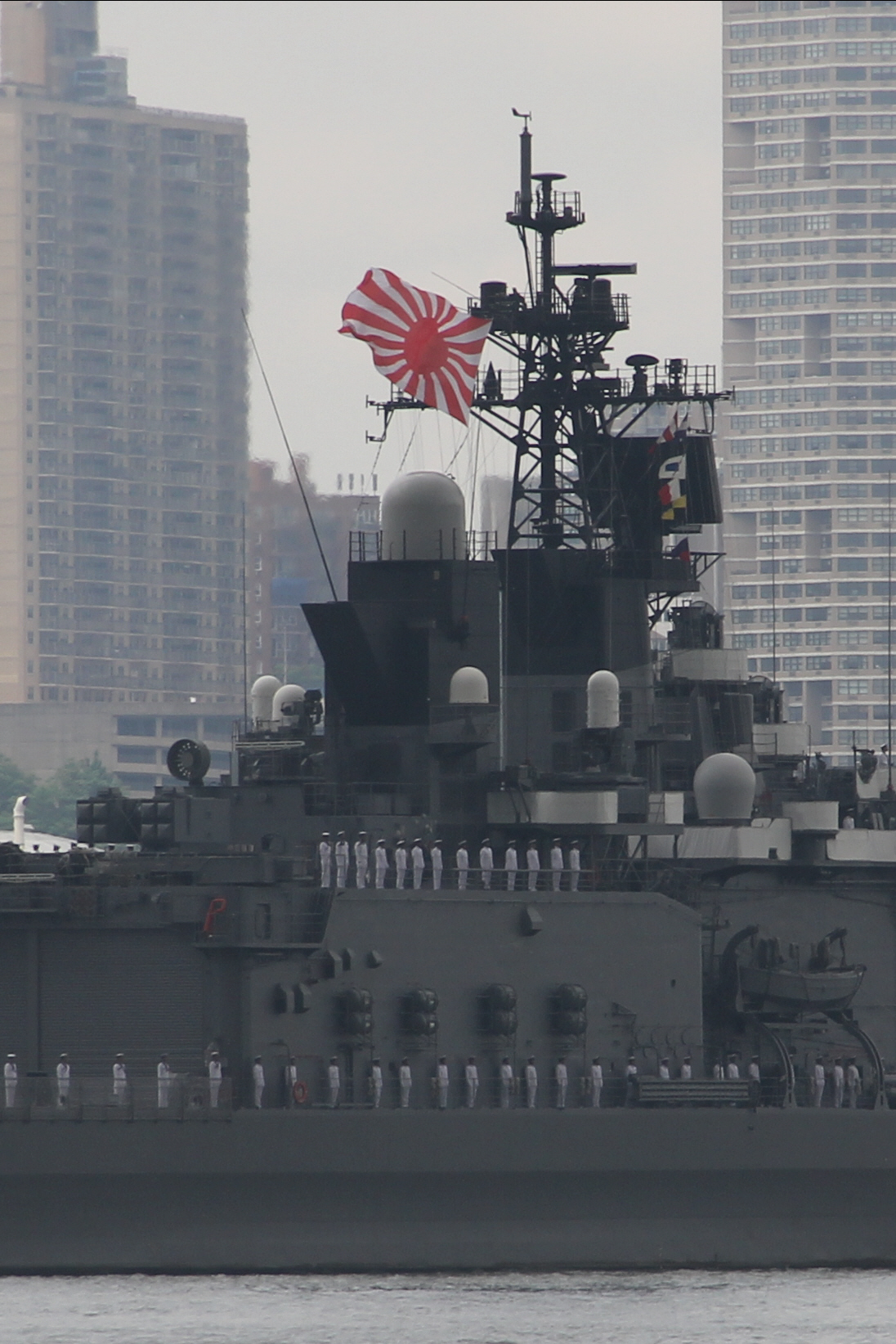
2012年の艦影。改装に伴い第2マック上のWM-25がFCS-2-12に、格納庫上のMk.25はGMLS-3になっているほか、艦橋周囲にAN/WSC-3, NORA-1, NORQ-1も設置されている

本型は、戦術情報処理装置としてOYQ-3 TDPS（Tactical Data Processing System）を搭載する。これは部隊対潜戦指揮支援機能を重視して開発されたこともあり、海上自衛隊の戦術情報処理装置として初めて、双方向の戦術データ・リンクであるリンク 11の運用に対応しており、海軍戦術情報システム（NTDS）への全面的な対応を実現した。このことから、本型は「海上自衛隊初のシステム艦」とも称される。当初は武器管制機能を有さなかったことから、デジタル式のAN/UYK-20コンピュータを用いるTDS-2-2目標指示装置（Target Designation System）が国内開発されて搭載されたが、1990年代後半の改修により、OYQ-3に統合された。この改修を受けて、OYQ-3B CDSと改称されている。ただし「しらね」に関しては、2007年12月の火災事故でCICもろともOYQ-3Bを全損したため、「はるな」および「あさかぜ」の搭載機器を移植して搭載している。
センサー面も全面的に刷新された。レーダーとしては、対空用には3次元式のOPS-12、対水上用にはOPS-28が搭載されたが、これらはいずれも本型で初めて装備化されたものである。さらに高度測定用のOPN-8も装備されており、これと航海用のOPS-22はヘリコプターの誘導にも用いられることから、OPS-22とOPN-8でNOPN-18着艦誘導レーダー・システムを構成する。
また、ソナーとしては、やはり国産新開発の75式探信儀 OQS-101を船首装備式として搭載したのに加え、「しらね」では可変深度式のSQS-35(J) VDSを搭載した。そして「くらま」では曳航式のAN/SQR-18A TACTASSをアメリカからの輸入によって装備し、「しらね」にもバックフィットした。特に後者は、当時志向されていた対潜戦のパッシブ戦への移行において重要なものであった。艦載機がソノブイの運用に対応したHSS-2Bに更新されたこともあり、従来艦と比して捜索範囲が飛躍的に増大したことから、対潜情報処理の効率化のため、国内開発のOYQ-101 対潜情報処理装置（ASWDS）が搭載された。
電子戦装置としては、「あさかぜ」より装備化されたNOLQ-1電波探知妨害装置が搭載された。これは電子戦支援（ESM）および電子攻撃（ECM）の両方の能力を持つシステムであった。また、OLR-9Bミサイル警報装置も搭載された。

### 武器システム
本型は、護衛艦としては初めてシースパローBPDMS（個艦防空ミサイル、短SAM）を搭載している。これは元来、1974年（昭和49年）度計画の2500トン型対潜護衛艦（49DDK）で後日搭載による装備化が計画されていたものであるが、第一次オイルショックの影響でこの計画は撤回され、翌年度計画に基づく本型で装備化されることとなった。
発射機としては、アスロック対潜ミサイル用のMk.16 GMLSで使われていた8連装発射機Mk.112（日本でも74式アスロック・ランチャーとしてライセンス生産化）を76mm連装砲のマウントに組み込んだMk.25 GMLSがヘリコプター格納庫上に搭載された。ここから発射されるのはRIM-7Eミサイルで、これは事実上、空対空型のAIM-7Eスパローそのものであった。ミサイル射撃指揮装置（MFCS）としては、アメリカ海軍で用いられていたMk.115は人力操作・目視照準であり性能不足、国産のFCS-2も開発遅延のために間に合わず、オランダのシグナール（現在のタレス・ネーデルラント）社のWM-25を輸入により搭載した。これにより、本型は、ミサイル護衛艦（DDG）以外では初めて艦対空ミサイルを搭載した護衛艦となった。なお、これらのシースパローBPDMSを搭載したのは本型のみであり、はつゆき型（52DD）以降では、改良型のシースパローIBPDMSが搭載されるようになっている。本型のBPDMSも、2003年から2004年で行なわれた長期修理の際にIBPDMSに更新されており、ミサイルはRIM-7Mに、発射機はIBPDMS用の短SAM発射機3型（GMLS-3）に、MFCSも国産の81式射撃指揮装置2型12（FCS-2-12）に換装されたが、これらはたかつき型（37DDA）の近代化改修（56FRAM）の際に搭載され、これらの艦の退役に伴って撤去されたものの再利用である。
主砲と対潜兵器の装備要領ははるな型（43/45DDH）のものが踏襲されており、艦後部がヘリコプター格納庫及びヘリコプター甲板となっているため、2門を背負い式配置にした73式54口径5インチ単装速射砲とアスロック用の8連装発射機（74式アスロック・ランチャー）は、艦橋前方に集中して配置されている。砲射撃指揮装置（GFCS）としては72式射撃指揮装置1型A（FCS-1A）が引き続き搭載された。
また、「くらま」では、海上自衛隊で初めて近接防空火器（CIWS）の高性能20mm機関砲を装備化しており、「しらね」でも後日搭載された。

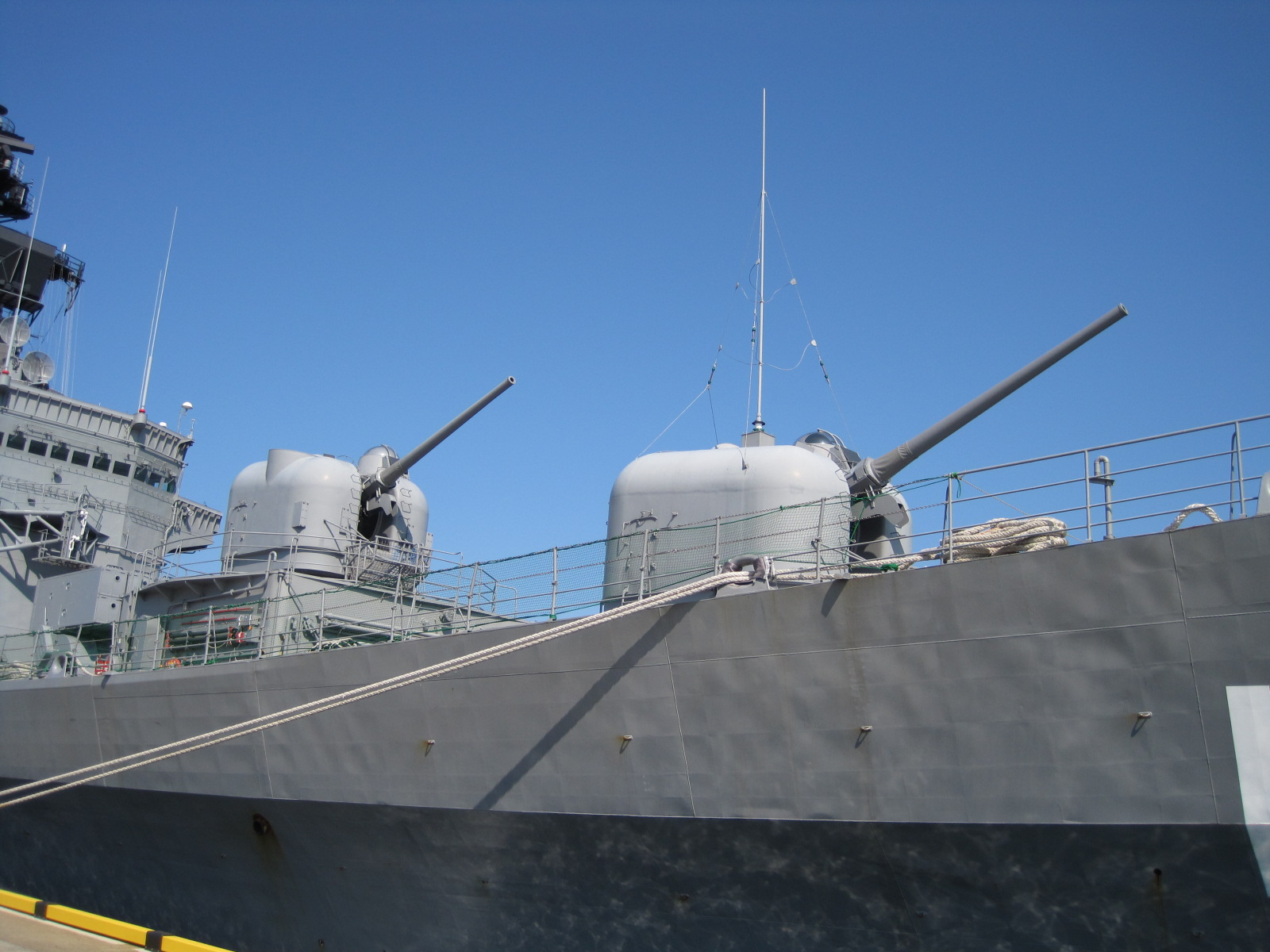
73式54口径5インチ単装速射砲
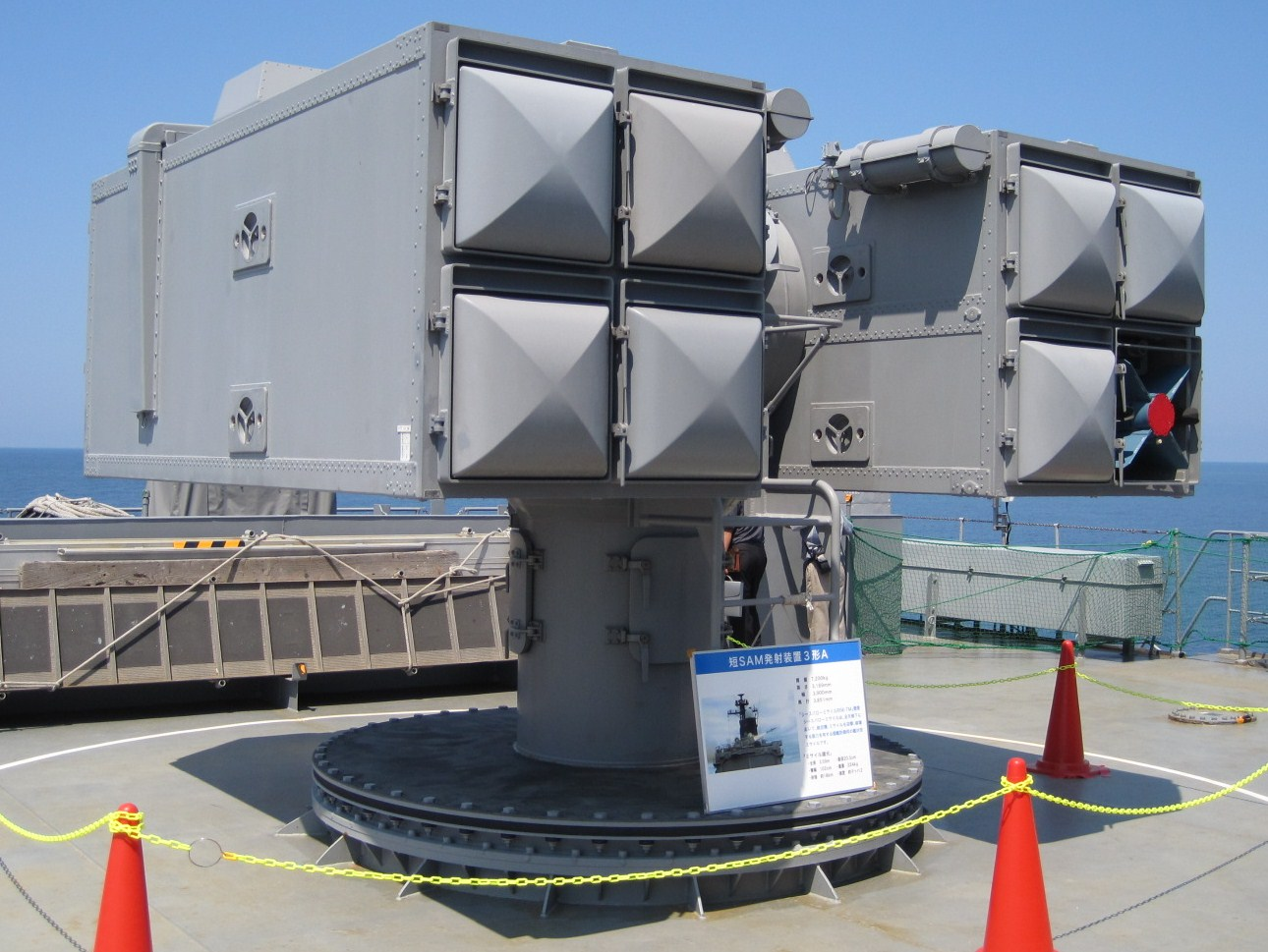
シースパローIBPDMS 8連装発射機
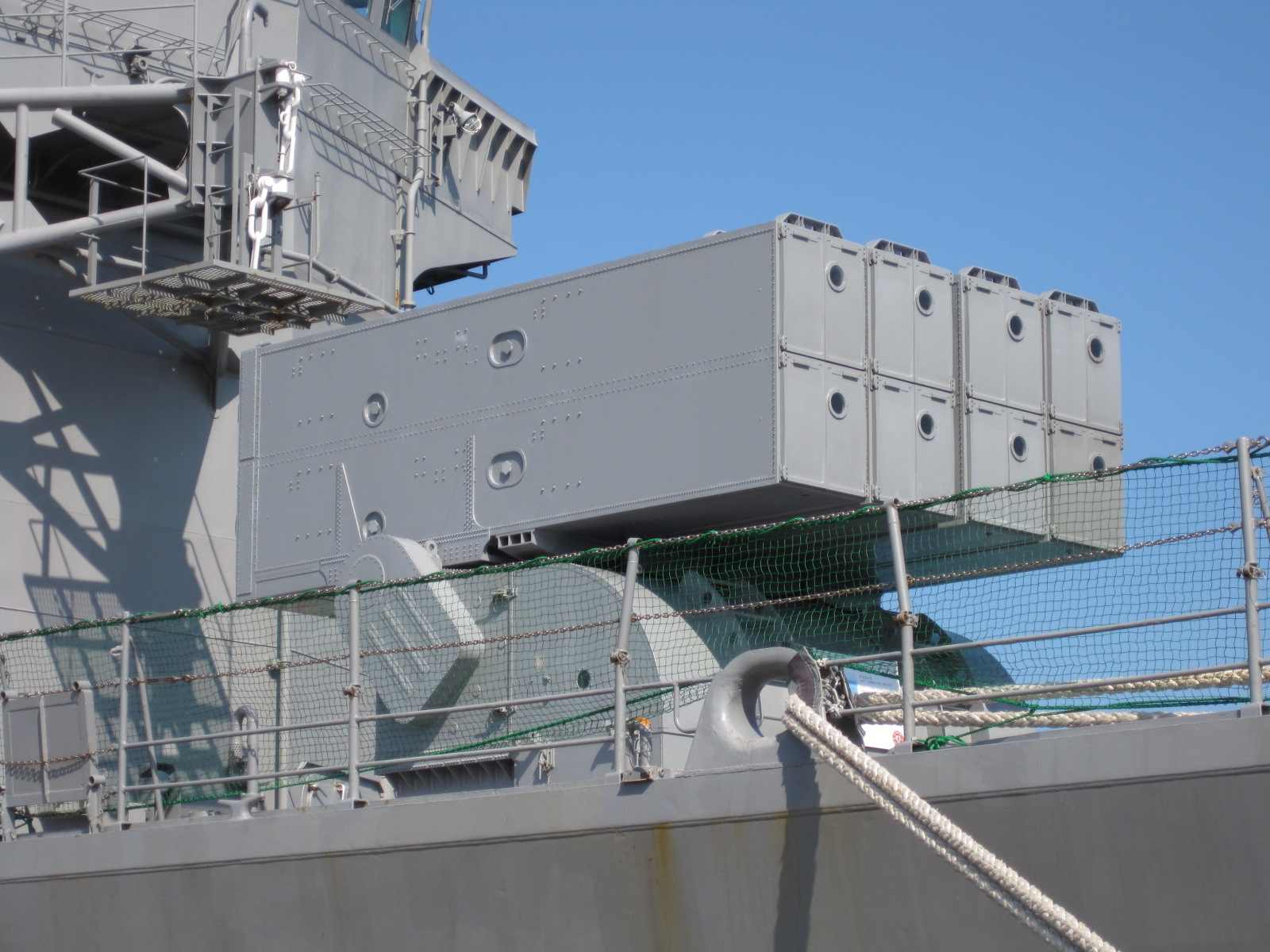
アスロック 8連装発射機
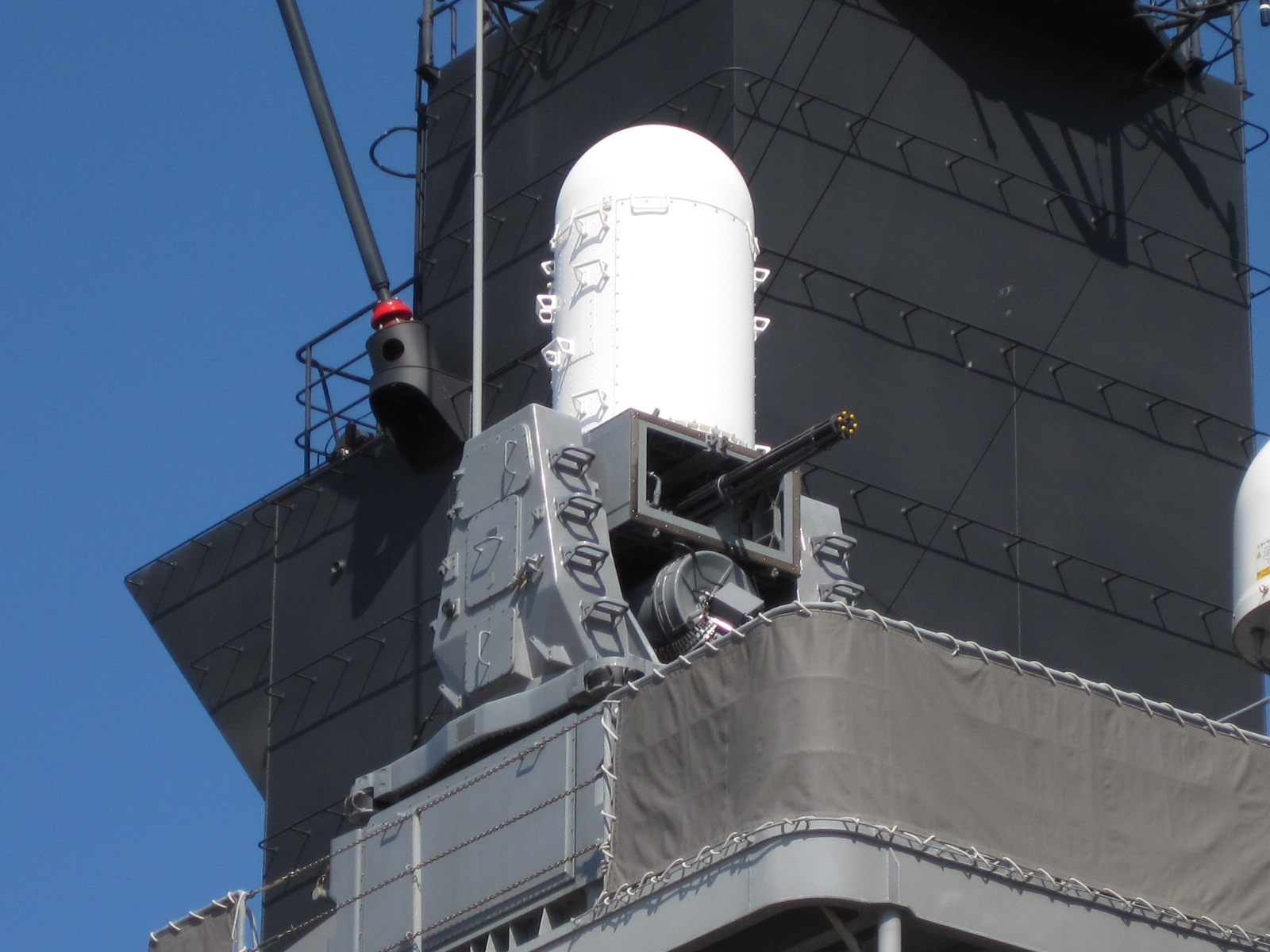
高性能20mm機関砲

### 艦載機

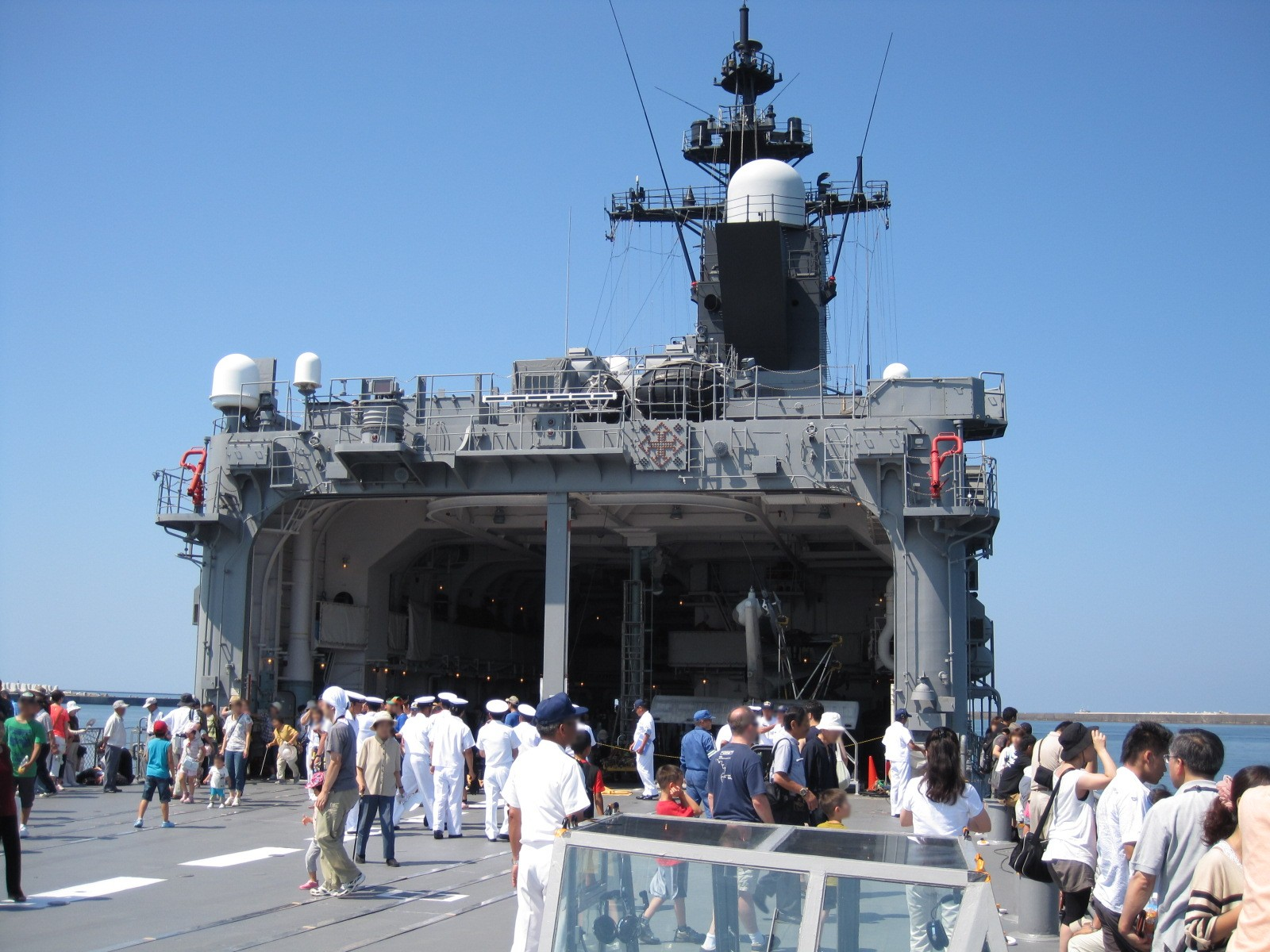
「くらま」の格納庫。先述の通り、右舷側に1機、左舷側に縦列で2機が収容される。

はるな型と同様、最大で3機の哨戒ヘリコプターを搭載したが、はるな型が当時HSS-2Aを運用していたのに対し、本型では新型のHSS-2Bへの更新が考慮されていたことが大きな変更点である。HSS-2Bはアメリカ海軍のSH-3Hに準じた機体であり、HSS-2Aがセンサとして機上レーダーとディッピングソナーしか持たなかったのに対して、HSS-2Bでは機上レーダーを国産のHPS-102に更新するとともに、AN/ASQ-81磁気探知機（MAD）、AN/ALR-66電子戦支援装置（ESM）、ソノブイ受信機が追加されており、1980年12月に部隊使用承認を受けた。特にソノブイは、対潜戦のパッシブ戦化にあたって非常に重要であったが、その膨大な音響信号を機上で処理するのは困難であり、AN/UYK-20コンピュータを用いるOQA-201ソノブイ信号処理装置（SDPS）が艦上に配置された。また、後にはSH-60J/Kに順次に移行している。
駆逐艦相当の規模の艦での大型ヘリコプター運用の先駆者であるカナダ海軍では、はるな型に1年先行していたイロクォイ級駆逐艦でシーキング2機を搭載したのが最大数であり、3機搭載するのは海上自衛隊特有の運用である。
また、2013年にブルネイで行われた「ADMM+　MM　HADR実動演習」では「しらね」がSH-60Jと陸上自衛隊所属のUH-1Jをそれぞれ1機ずつ搭載した実績がある。

## 同型艦

### 一覧表
| 艦番号  | 艦名   | 建造                         | 起工                        | 進水                        | 竣工                        | 除籍                        | 最終所属                            |
| ------- | ------ | ---------------------------- | --------------------------- | --------------------------- | --------------------------- | --------------------------- | ----------------------------------- |
| DDH-143 | しらね | 石川島播磨重工業 東京第1工場 | 1977年 （昭和52年） 2月25日 | 1978年 （昭和53年） 9月18日 | 1980年 （昭和55年） 3月17日 | 2015年 （平成27年） 3月25日 | 第3護衛隊群第3護衛隊 （舞鶴基地）   |
| DDH-144 | くらま | 石川島播磨重工業 東京第1工場 | 1978年 （昭和53年） 2月17日 | 1979年 （昭和54年） 9月20日 | 1981年 （昭和56年） 3月27日 | 2017年 （平成29年） 3月22日 | 第2護衛隊群第2護衛隊 （佐世保基地） |

### 運用史
本型は準同型艦であるはるな型と共に30年に渡り海上自衛隊の対潜戦闘能力に資してきたが、防衛省はその代艦としてヘリコプター運用能力を大幅に向上させ、物資の輸送･補給能力を付与したいずも型の取得を始めた。これに伴い、1番艦「いずも」が就役した2015年3月に「しらね」が、2番艦「かが」が就役した2017年3月に「くらま」がそれぞれ退役し、これをもって本型は約37年の運用を終えた。また、本型の退役により、海上自衛隊から蒸気タービン動力艦は姿を消した。
2015年5月27日の報道によると、訪日したフィリピンのアキノ大統領とガズミン国防相は日本への軍事援助を求めるとともに、しらね型の中古購入についても要望した。

#### 事故

##### しらね
2007年12月14日、戦闘指揮所（CIC）から出火し、これによる火災と消火活動により戦闘指揮所および指揮通信系統を全損した。一時除籍も検討されたが、2009年3月に退役した「はるな」のCIC部分を「しらね」に移植する事で存続が決定し、2009年4月より損傷区画の移植改修と艦齢延長の為IHI マリンユナイテッド横浜工場にて工事を受ける。
この事故の後、全自衛艦に火災報知機が設置された。
2008年12月15日、横須賀港内で作業船と接触したが、双方ともに負傷者はなかった。

##### くらま
2009年10月25日に神奈川県沖相模湾で行われた平成21年度自衛隊観艦式に観閲艦として参加後、母港佐世保基地へ帰還する途中の2009年10月27日夜、関門海峡で韓国籍コンテナ船「カリナ・スター」（7,401総トン）に衝突される事故が発生した。この衝突事故により「くらま」は主錨巻き上げ部を含む艦首部分を大きく破損、観艦式のために艦首倉庫に積んでいた塗料から火災を発生した。火災は約10時間後に鎮火されたが、この事故で「くらま」乗員6名が負傷し、「くらま」は門司港に接岸される。
11月8日、門司港を多用途支援艦「あまくさ」先導の元、（自力航行は可能だったが大事をとって）58号型曳船2隻に曳航され出港。9日午前に母港佐世保基地に帰港、損傷部分を修理された。

## 登場作品

### 映画
『ゴジラシリーズ』
『ゴジラvsビオランテ』
「しらね」が登場。ゴジラを追って紀伊水道に進入するも、ゴジラが大阪に近づきすぎたため攻撃を断念する。台詞上で言及されたのみで、姿は登場しない。
『ゴジラ×メカゴジラ』
「しらね」が登場。冒頭の千葉県・館山市の港（という設定で撮影された横須賀基地）に停泊している。

### アニメ・漫画
『神の獣』
潜水調査船支援母船「よこすか」の護衛艦隊旗艦として「しらね」が登場。房総半島沖で「よこすか」を襲撃した怪獣オーガと交戦するが撃沈される。
『空母いぶき GREAT GAME』
かわぐちかいじの仮想戦記漫画。
艦そのものは登場していないが、前作からの登場人物の一人である新波歳也がかつて所属していた艦であり、同じく「GREAT GAME」からの登場人物である蕪木薫も彼の部下として所属していた。
『ジパング』（アニメ）
架空の3番艦「DDH-145 あおば」が登場。第1話にて、アメリカ海軍との合同演習のため真珠湾へ向かう護衛艦隊の旗艦を務めている。
『新世紀エヴァンゲリオン』
国連艦隊に所属する軍艦の1つとして登場。
『ヱヴァンゲリヲン新劇場版:Q』
ヴィレ所属艦数隻が登場。ネーメズィスシリーズの襲撃により艦番号143の艦艇が破壊される。他に艦番号326の艦艇も登場している。
『シン・エヴァンゲリオン劇場版』
ヴィレ所属艦として同型艦が登場。ヤマト作戦時に無人艦隊の構成艦として使用されネルフ本部を破壊する。
『大怪獣激闘 ガメラ対バルゴン COMIC VERSION』
「しらね」が登場。三浦半島に出現したバルゴンに対し、第1護衛隊の旗艦として所属する他艦とともに艦砲射撃による攻撃を行う。
『沈黙の艦隊』　
「くらま」が登場。第2護衛隊群に所属しており、所属する他艦とともに原子力潜水艦「やまと」を護衛していたが、アメリカ海軍が発射したハープーン対艦ミサイルが命中し撃沈される。
『ハイスクール・フリート / 劇場版 ハイスクール・フリート』
艦そのものは登場しないが、作中で主人公の岬明乃が艦長を務める陽炎型航洋艦「晴風」の機関音は、当時海上自衛隊唯一の蒸気タービン搭載艦であった「くらま」を取材して得たものを使用しており、エンドロールにも本艦の名前がクレジットされている。
『マーズ』
ソノラマ文庫版に「しらね」が登場。あさぎり型護衛艦「あまぎり」とともに、こんごう型護衛艦「こんごう」を護衛する。

### 小説
『異聞・ミッドウェー海戦』（豊田有恒短編集『異聞・ミッドウェー海戦-タイムパトロール極秘ファイル』所収、角川書店、1987年）
「くらま」が登場。歴史改変を目論む未来人によって、演習中に太平洋戦争のミッドウェー海戦直前にタイムスリップしてしまい、速射砲・CIWS・艦対空ミサイルによって来襲した米軍機を次々と撃墜していく。
本作の「くらま」は追加装備としてASM-1を艦対艦ミサイル化したものを装備しており、これを用いてアメリカ空母を撃沈しようとするが、直前にタイムパトロールによって元の時代へと戻される。
『生存者ゼロ』
「くらま」が登場。根室半島沖の石油掘削プラットフォーム「TR102」の連絡途絶を受けて派遣される。
『ソリトンの悪魔』
『大逆転！ミッドウェー海戦』（檜山良昭作品 『大逆転！』シリーズ小説)
「しらね」が登場。環太平洋合同演習へ参加する為にミッドウェー沖を航行中、アメリカが実施したタイムトラベル実験に巻き込まれたことで、同じく合同演習に向かっていた護衛艦7隻の内の3隻とともに、ミッドウェー海戦勃発直前の同沖にタイムスリップしてしまう。
『超空シリーズ』（田中光二）
『超空の艦隊』
「しらね」が登場。ミッドウェー海戦直後と現代を繋ぐタイムゲートが出現したことを受けて発動された敗戦の回避を行う「Z計画」に伴い、日本軍を支援するべく第1護衛隊群を率いて過去へ派遣される。
『超空の決戦』
「しらね」と「くらま」が登場。トリニティ実験の失敗で太平洋戦争の継続する時空と現代を繋ぐタイムゲートが開いたことを受けて発動された「オペレーションレスキュー」に伴い第1護衛隊群と第2護衛隊群それぞれの旗艦として過去へ派遣される。
「くらま」は第1潜水隊群と共同でハルゼー率いる第3艦隊第38任務部隊を壊滅させて第1次オリンピック作戦を中止に追い込み、続く第2次オリンピック作戦（南九州上陸戦作戦）で戦艦群を壊滅させるも、スプルーアンスが編成したカミカゼ中隊のF6Fが艦橋に突っ込み大破する。
「しらね」は大破した「くらま」ら消耗した第2護衛隊群と交代で第1護衛隊群を率いて派遣され、沖縄解放作戦「回転」でアメリカ陸軍航空隊を壊滅させ、上陸する陸上自衛隊第8師団を支援する。
『超空の叛撃』
「しらね」が登場。原子爆弾投下後も降伏せず本土決戦が行われ、アメリカ合衆国・イギリス・ソビエト連邦・中華民国に日本が分割統治された時空の北海道と東北地方をソ連から解放する「名誉ある日本」作戦に第1護衛隊群を率いて派遣され、第3護衛隊群・第1潜水隊群と共同で日本海を封鎖し、ソ連軍を孤立させる。
『ニセコ要塞1986』（荒巻義雄）
「くらま」が登場。物語中盤、石狩湾への上陸侵攻を目論むスミノフ軍機動部隊を阻止すべく、IBM遊撃打撃艦隊の一艦として参加するも対艦ミサイルの命中により撃沈。

### ゲーム
『大戦略シリーズ』
『Modern Warships』
プレイヤーが操作可能な艦艇として「くらま」が登場する。